# Museum Godeffroy
Das Museum Godeffroy war ein naturkundliches, wissenschaftliches Museum in Hamburg, das von 1861 bis 1885 bestand.

## Geschichte
Ein genaues Gründungsdatum des Museum Godeffroy wurde vermutlich nicht festgelegt. Die Anstellung des ersten Forschungsreisenden und dessen Reise zu den Navigator-Inseln (Schifferinseln) im Herbst 1861 stellte zunächst einen Beginn dar. Ein erster Hinweis wurde Ende September 1862 veröffentlicht. Als im Jahr 1863 Johannes Schmeltz als Kustos eingestellt wurde, konnte von einer Aufnahme einer Tätigkeit in den Räumen des Kontorhauses Alter Wandrahm gesprochen werden. Erstmals 1865 wurde auf „Die reiche Sammlung von Objecten aller Classen des Thierreichs aus den naturhistorischen Expeditionen der Hrn. J. Ces. Godeffroy & Sohn …“ im Hamburgischen Adressbuch hingewiesen. Ab 1876 wurden in dem gegenüberliegenden Gebäude Alter Wandrahm 29 zwei Etagen angemietet, in deren unterer die zoologische und deren oberer die anthropologisch-ethnologische Sammlung aus der Südsee untergebracht waren. Die zoologische Abteilung präsentierte Vögel inklusive Nester und Eier sowie wirbellose Tiere, wie z. B. Muscheln, Schnecken und Käfer. Für Fische, Reptilien und Amphibien sowie Säugetiere fehlte der Platz. Die anthropologische zeigte Waffen, Geräte, Schmuck, Bekleidung etc. sowie Schädel, Skelette und Gipsabgüsse davon. Im Alten Wandrahm 29 blieb das Museum bis zum Verkauf.

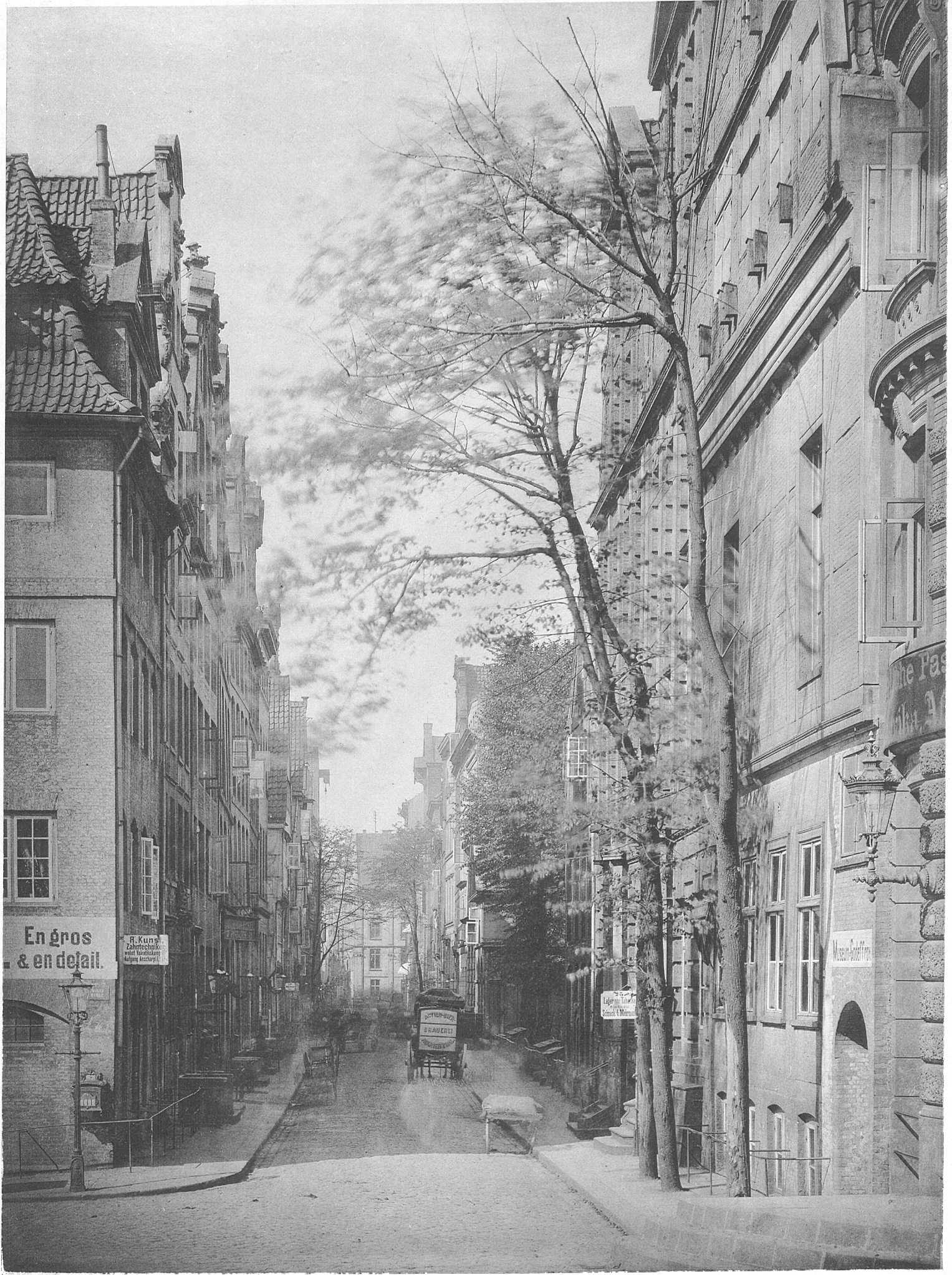
Alter Wandrahm, rechts der Eingang zum Museum Godeffroy

Naturwissenschaften und die Entdeckungen in fernen Ländern stießen ab Anfang des 19. Jahrhunderts auf großes und breites Interesse. So hatte der Hamburger Kaufmann Peter Friedrich Röding bereits 1804 ein Museum für Gegenstände der Natur und Kunst eröffnet. 1861 führte das Hamburgische Adressbuch im „Verzeichniß … nach ihren Gewerben und Beschäftigungen“ 10 Naturalien-Handlungen und im „alphabetischen Verzeichnis … sehenwerther Gebäude und anderer Merkwürdigkeiten“ mehr als 20 private Naturalien-Kabinette auf. Noch vor Mitte des Jahrhunderts, am 1. Dezember 1844, hatte ein naturhistorisches Museum in Hamburg eröffnet, das in der Stadtbibliothek untergebracht war. Die Ausstellungsstücke stammten aus Sammlungen des Johanneums und des Akademischen Gymnasiums und des naturwissenschaftlichen Vereins, der sich 1837 gegründet hatte. Erst 1891 – mehr als 45 Jahre nach seiner Gründung – konnte das naturhistorische Museum eigene Räumlichkeiten beziehen.
Vergleichbar mit Pflanzenjägern hatte die Firma Joh. Ces. Godeffroy & Sohn Forschungsreisende eingestellt. Der Zoologe Eduard Graeffe war 1861 auf Vermittlung von Heinrich Adolph Meyer als erster festangestellter Forschungsreisender eingestellt worden. Er bereiste die Südsee länger als zehn Jahre. Um einerseits der Nachfrage nach Naturalien nachzukommen und um anderseits das Angebot zu vergrößern, wurden im Laufe der Zeit weitere Forschungsreisende eingestellt.
Auch die Kapitäne der Schiffe waren angehalten, Material von den Fahrten nach Australien und in die Südsee mitzubringen. Von den (Kauffahrtei-)Kapitänen, die sammelten, sind namentlich bekannt und hervorgetreten: Jürgen Heinrich Witt, H.W. Wendt, H.D.A. Brück, Alfred Tetens und Georg Levison.
1863 wurde der Naturalienhändler Johannes Schmeltz als Kustos eingestellt. Im Laufe der Jahre kam C.A. Pöhl als Assistent hinzu. Die Aufgabe des Custos bestand u. a. darin, die von den Forschungsreisenden gesammelten und in Hamburg angelandeten Tiere, Pflanzen und anthropologischen Gegenstände an anerkannte Wissenschaftler, Universitäten in ganz Europa und Mitglieder von naturwissenschaftlichen Vereinen zu expedieren, um sie beschreiben und wissenschaftlich dokumentieren zu lassen. Anschließend wurden sie wieder nach Hamburg geschickt. Zu dieser Zeit gab es in Hamburg keine wissenschaftlichen Einrichtungen, die eine Bestimmung hätten erbringen können.
Diese Vorgehensweise brachte den Wissenschaftlern und dem Museum Vorteile: Unbekanntes wurde erstmals beschrieben und das Museum Godeffroy konnte auf wissenschaftliche Dokumentationen verweisen. Dies erklärt u. a. den auch heute noch hohen Bekanntheitsgrad. Abschließend wurden die Materialien in die Sammlung des Museums eingegliedert, der größere Teil wurde zum Verkauf angeboten, in der Regel über die Catalog(e) der zum Verkauf stehenden Doubletten, bisweilen über Anzeigen. Dass es hierbei nicht immer reibungslos zuging, schildert eine kleine Episode, die in der Zeitung des entomologischen Vereins zu Stettin veröffentlicht wurde.
Nach der Einstellung der Tätigkeiten von Joh. Ces. Godeffroy & Sohn am 1. Dezember 1879 bestand das Museum weiter, da Wilhelm Godeffroy, ein Sohn von Carl Godeffroy, zwischenzeitlich Eigentümer geworden war. Er hatte das Museum im Ausgleich mit einer Forderung erhalten. Eine Fortführung des Museums in der bis dato gepflegten Weise war unmöglich geworden, da die Forschungsreisenden ihre Tätigkeiten hatten einstellen müssen. Bereits am 9. Dezember 1879 veröffentlichte der Hamburgische Correspondent eine mehrspaltige Darstellung der Museumstätigkeiten, dessen unbekannter Autor für einen Verbleib der Sammlung in Hamburg plädiert. Der Direktor des Museums für Kunst und Gewerbe Justus Brinckmann versammelte Anfang Januar 1880 „wissenschaftliche und kaufmännische Notabilitäten“ zwecks Erlass einer Petition an den Senat zwecks Ankaufs der Sammlung. Da die Sammlungsstücke und das Museum einer breiten Öffentlichkeit bis dato unbekannt waren, wurden nun an Sonntagen Führungen angeboten. Ein weiterer Umstand stand der Fortsetzung sprichwörtlich „im Wege“, denn ab 1886 wurde begonnen, die Häuser im Alten Wandrahm „niederzulegen“. Der Senat der Stadt Hamburg hatte beschlossen, dem Deutschen Zollgebiet beizutreten und dort die zukünftige Speicherstadt zu bauen.
Aus diesen Gründen waren die langwierigen Verhandlungen über den Verkauf von Teilen der Sammlung an verschiedene Museen erst im Jahr 1885 abgeschlossen worden. Eine größere Anzahl der Ausstellungsstücke ist bis heute erhalten geblieben. Zahlreiche Stücke werden im Museum für Völkerkunde zu Leipzig als Teil der Staatlichen Ethnographischen Sammlung Sachsens ausgestellt. Weitere Stücke gingen an das Naturhistorische Museum Hamburg und blieben so Hamburg damals erhalten. Sie befinden sich heutzutage im Zoologischen Museum und im Museum am Rothenbaum – Kulturen und Künste der Welt. Andere Teile der Sammlung kamen nach Leiden. Die Verbindung war über den ehemaligen Kustos Johannes Schmeltz zustande gekommen, der ab 1. Mai 1882 als „Conservator“ Mitarbeiter des Ethnographischen Museums in Leiden geworden und später deren Direktor wurde. Das Museum wurde später in Rijksmuseum voor Volkenkunde umbenannt und trägt jetzt den Namen „Museum Volkenkunde“. Es gab auch Sammler als Käufer. Zu ihnen gehörte der Maler Gabriel von Max.
In der Zeit zwischen 1882 und 1885 war C.A. Pöhl als Kustos für das Museum Godeffroy tätig. Er war überwiegend für den Abverkauf verantwortlich. Möglicherweise wurde der Verkauf über die Naturalienhandlung „E. Dämel“ abgewickelt. Aus unerfindlichen Gründen findet sich heutzutage bei einigen Stücken die Bezeichnung „Slg. C.A. Pöhl“. Eine Sammlung dieses oder anderen Namens innerhalb des Museums Godeffroy hat es nie gegeben.

### Forschungsreisende
- Der erste Forschungsreisende war Eduard Graeffe aus Zürich;[26] 1861 reiste er nach Samoa und kehrte 1872 zurück.[27][28] Bis 1874 führte er die Redaktion des Journal des Museum Godeffroy. Er war ebenso wie Amalie Dietrich auf Vermittlung von Heinrich Adolph Meyer mit Cesar Godeffroy in Kontakt gekommen.
- 1863 fuhr Amalie Dietrich nach Queensland in Ost Australien; sie lebte in Brisbane nahe der Moreton Bay und kehrte im Jahr 1873 zurück.[29]
- 1869 reiste der aus Warschau stammende Johann S. Kubary, der ursprünglich Medizin studiert hatte, zum Marshall- und Carolinen-Archipel. Im Mai 1875 kehrte er zurück, fuhr aber im Herbst wieder zurück.
- 1867 wurde der Amerikaner Andrew Garrett für das Museum gewonnen. Von ihm stammen die Original-Zeichnungen von Fischen.
- Eduard Dämel hatte mehrere Jahre als Assistent des Museums gearbeitet;[30] reiste von 1871 bis 1875 im Auftrage des Museums nach Australien. Später war er in seiner eigenen Naturalienhandlung tätig.
- Im April 1875 fuhr Franz Hübner[31] – ursprünglich Apotheker – auf die Tonga-Inseln und den Neubritannia-Archipel, wo er am 31. Dezember 1877 verstarb.
- Theodor Kleinschmidt lebte schon längere Zeit auf den Viti-Inseln und begann im Herbst 1875 für das Museum zu reisen, u. a. auf den Neubritannia-Archipel. Am 10. April 1881 wurde er mit zwei Begleitern auf Utuan ermordet.
- P.H. Krause aus Upolu lieferte eine anthropologische Sammlung aus Samoa.
- Richard Parkinson war als kaufmännischer Angestellter tätig, nicht als Forschungsreisender, wie in einigen Publikationen erwähnt.

### Veröffentlichungen
- Catalog(e) der zum Verkauf stehenden Doubletten aus den naturhistorischen Expeditionen der Herren Joh. Ces. Godeffroy & Sohn in Hamburg mit Bemerkungen über die Lebensweise einzelner darin enthaltener Objekte.

Von 1864 bis 1881 wurden acht „Catalog(e) der zum Verkauf stehenden Doubletten aus den naturhistorischen Expeditionen der Herren Joh. Ces. Godeffroy & Sohn in Hamburg mit Bemerkungen über die Lebensweise einzelner darin enthaltener Objekte“ herausgegeben. In den Stuttgarter Beiträge zur Naturkunde (Serie A (Biologie) Nr. 668, vom 19. November 2004) erwähnt der Autor Ronald Fricke einen Catalog IX des Museum Godeffroy aus dem Jahr 1884 mit 48 Seiten von C.A. Pöhl aus dem Verlag L. Friedrichsen & Co. Hamburg. 
- Journal des Museum Godeffroy

Eigentlich sollte das Journal des Museum Godeffroy regelmäßig erscheinen. Weil Beiträge nicht rechtzeitig zustande kamen, wurden mehrere Hefte zu einzelnen Bänden zusammengefasst und in unregelmäßigen Zeitabständen herausgegeben. Verlegt wurden die Journale von dem Hamburger Seekartenhändler Ludwig Friederichsen. Der letzte Band erschien erst 1909 mit Unterstützung der „Wilhelm von Godeffroy Familien-Fidei-Comiss-Stiftung“. Es erschienen insgesamt sechs Bände:
- Band 1 mit den Heften 1, 2 und 4 mit 35 Tafeln und 8 Holzschnitten (1873–1874)
- Band 2 mit den Heften 3, 5, 7 und 9 mit 83 Tafeln und 10 Holzschnitten sowie Band I der Fische der Südsee
- Band 3 mit den Heften 6, 8 und 10 mit 43 Tafeln (1873–1875)
- Band 4 mit den Heften 11, 13 und 15 mit 57 Tafeln und 3 Holzschnitten sowie Band II der Fische der Südsee
- Band 5 mit den Heften 12 und 14 mit 24 Tafeln und 7 Holzschnitten (1876–1879)
- Band 6 mit den Heften 16 und 17 mit 40 Tafeln (1909–1910).

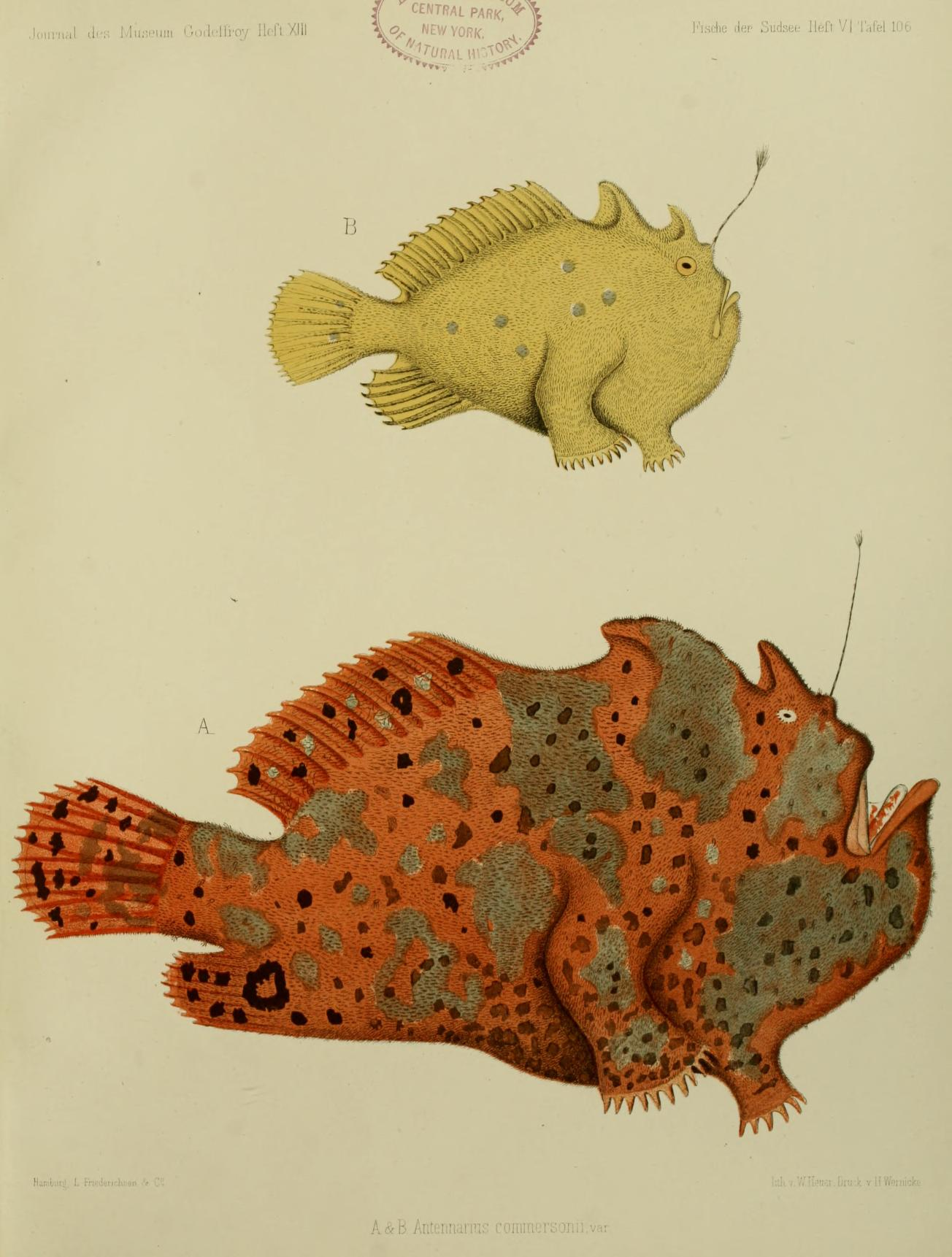
Heft XIII, Fische der Südsee, Heft VI Tafel 106, (Lith.: W. Heuer)
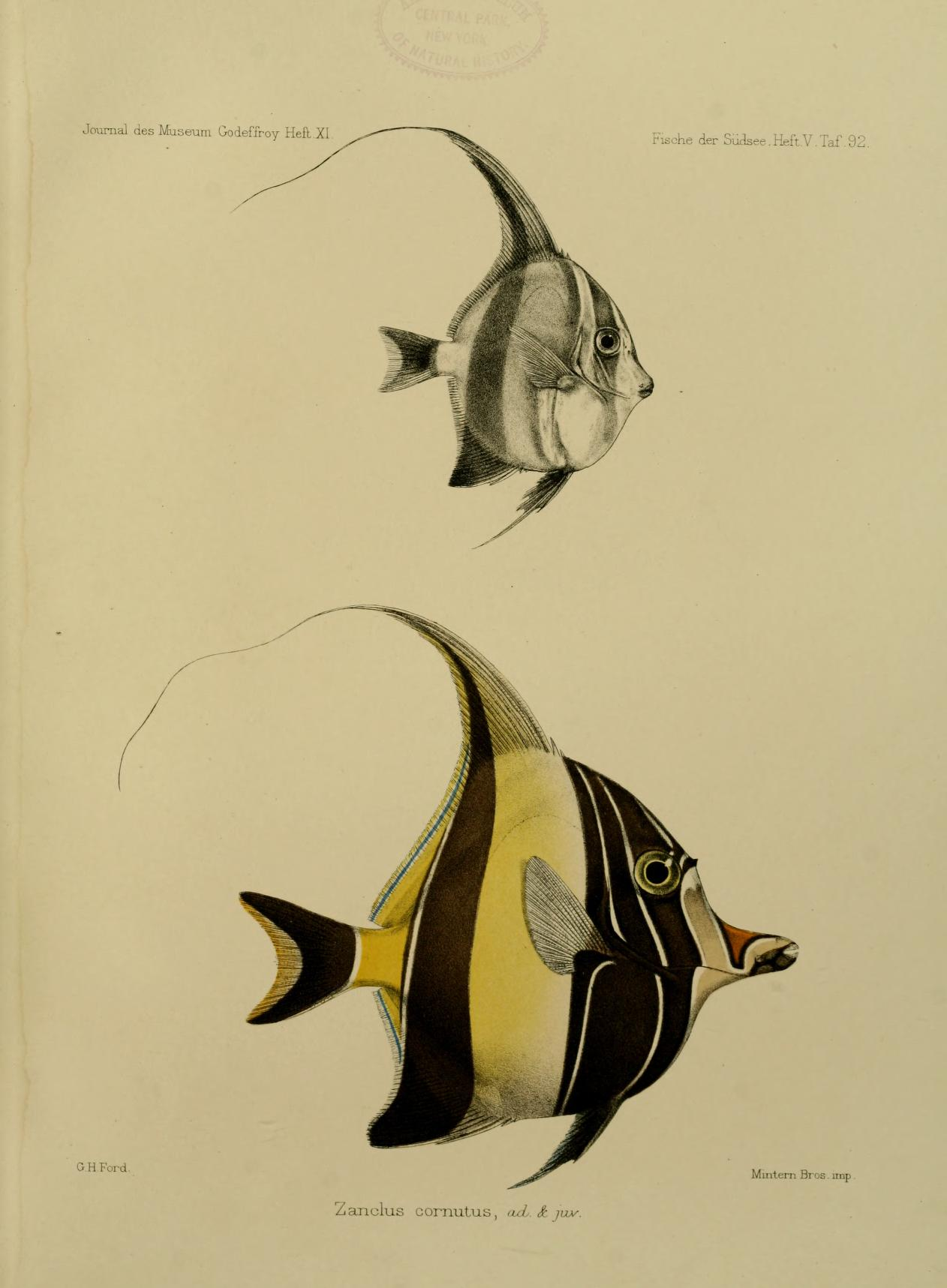
Heft X, Fische der Südsee, Heft V Tafel 92, (Zeich.: G.H. Ford, Lith.: Mintern Bros.)
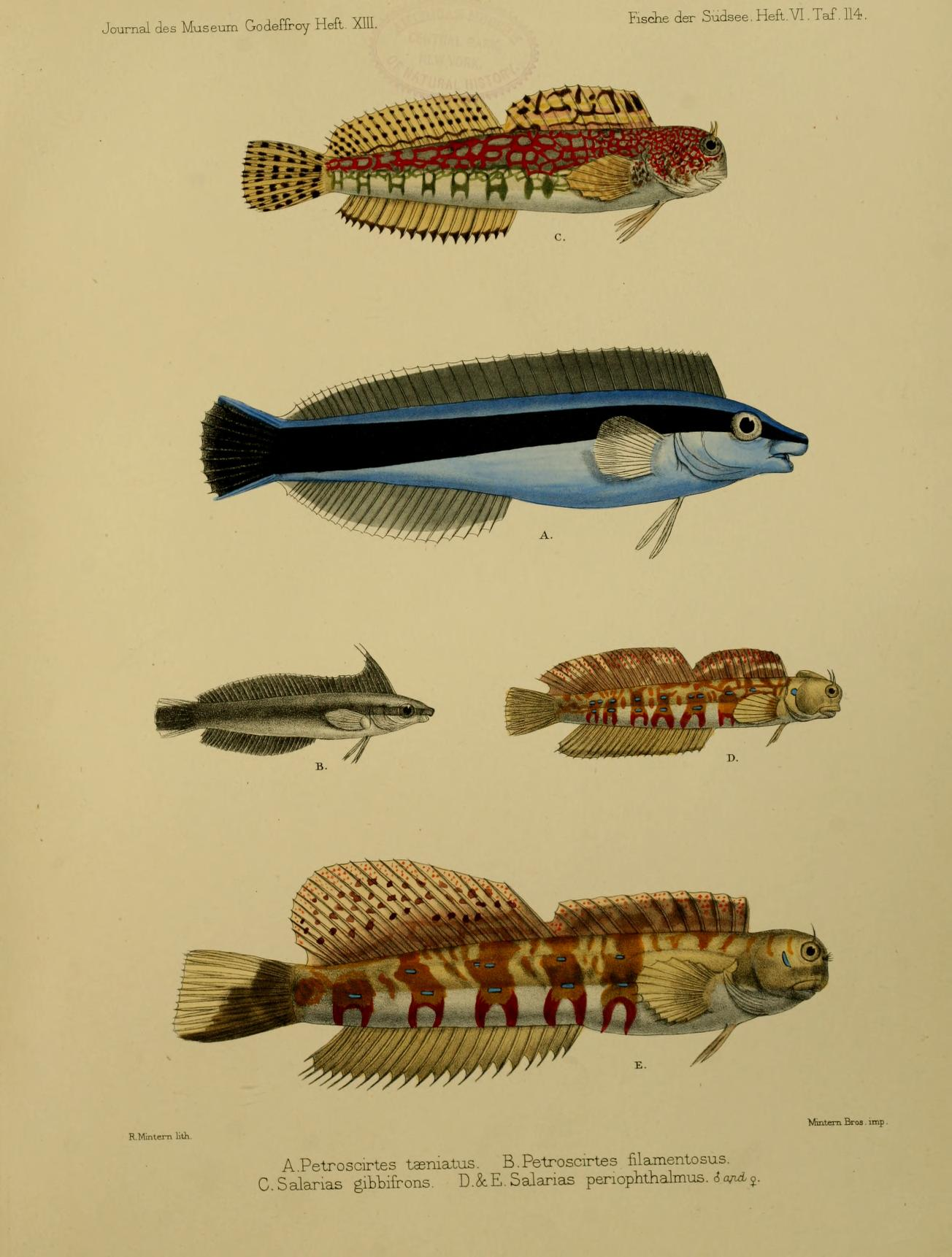
Heft XIII, Fische der Südsee, Heft VI Tafel 114, (Zeich.: A. Garrett, Lith.: Mintern Bros.)
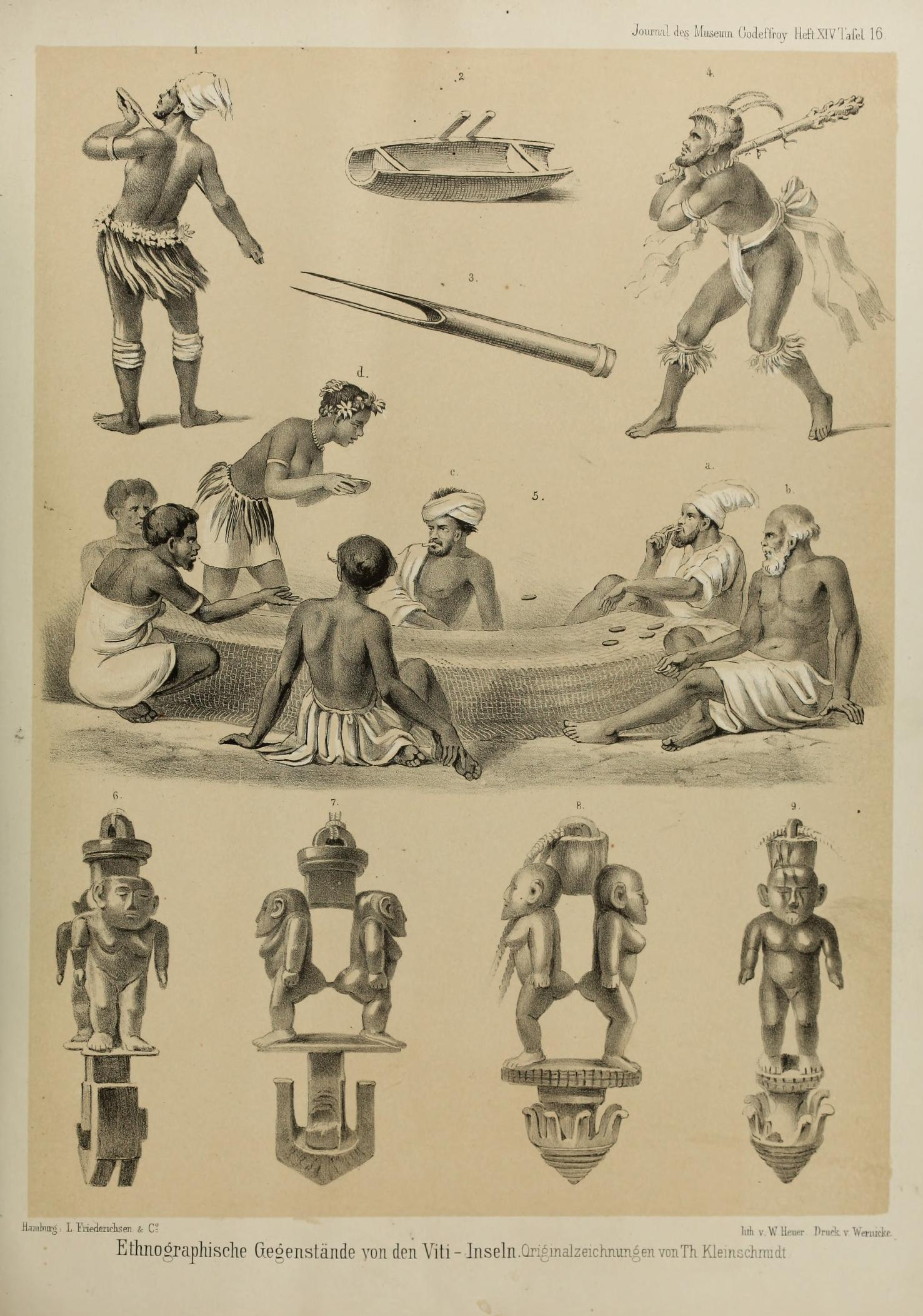
Heft XIV Tafel 16 Ethnografie, (Zeich.: Th. Kleinschmidt, Lith.: W. Heuer)
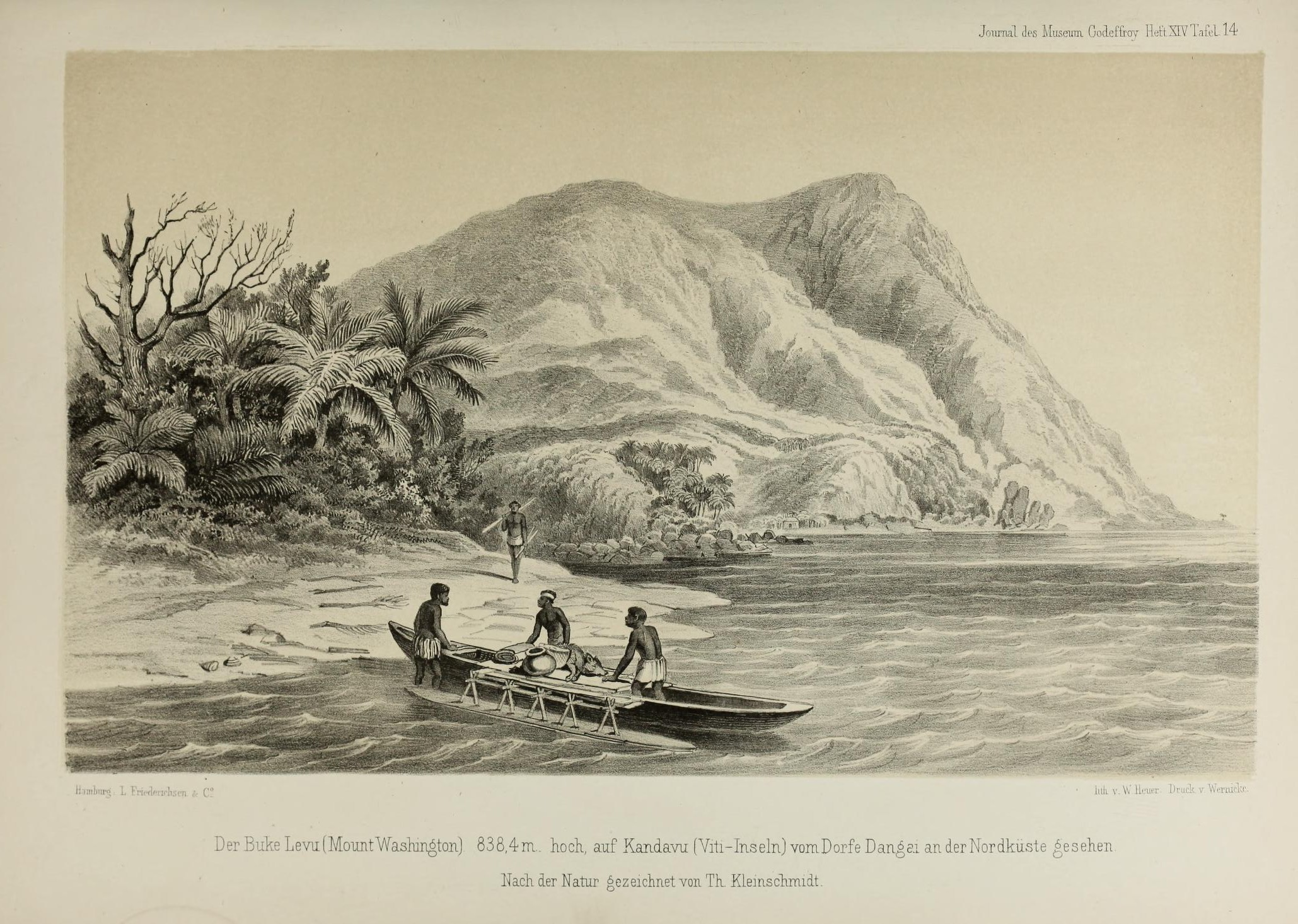
Heft XIV Tafel 14 Mount Washington auf den Viti-Inseln, (Zeich.: Th. Kleinschmidt, Lith.: W. Heuer)
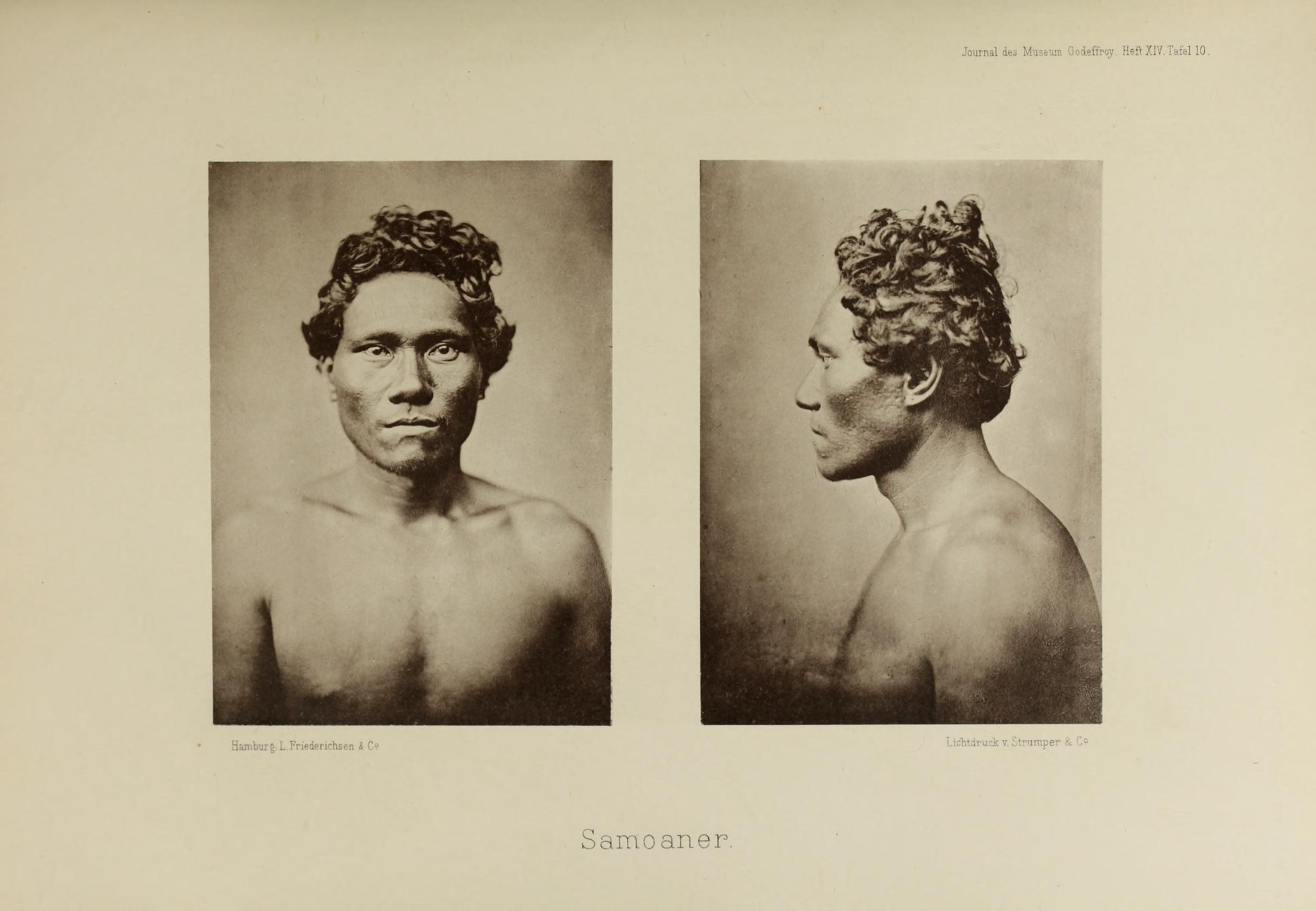
Heft XIV Tafel 10 Fotografie eines Samoaners, (Lichtdruck Strumper & Co)
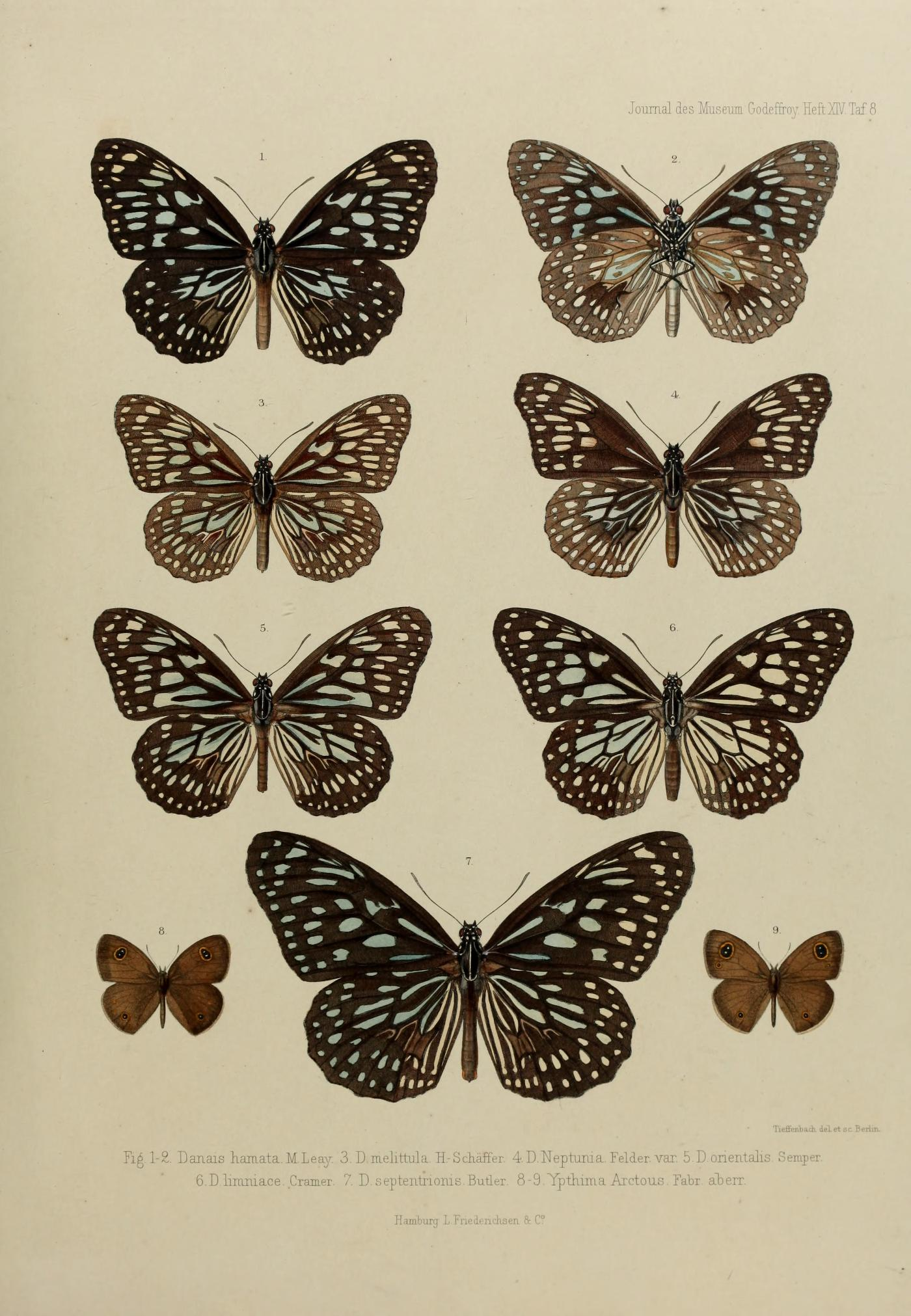
Heft XIV Tafel 8, (Zeich. u. Lith.: Tieffenbach, Bln.)
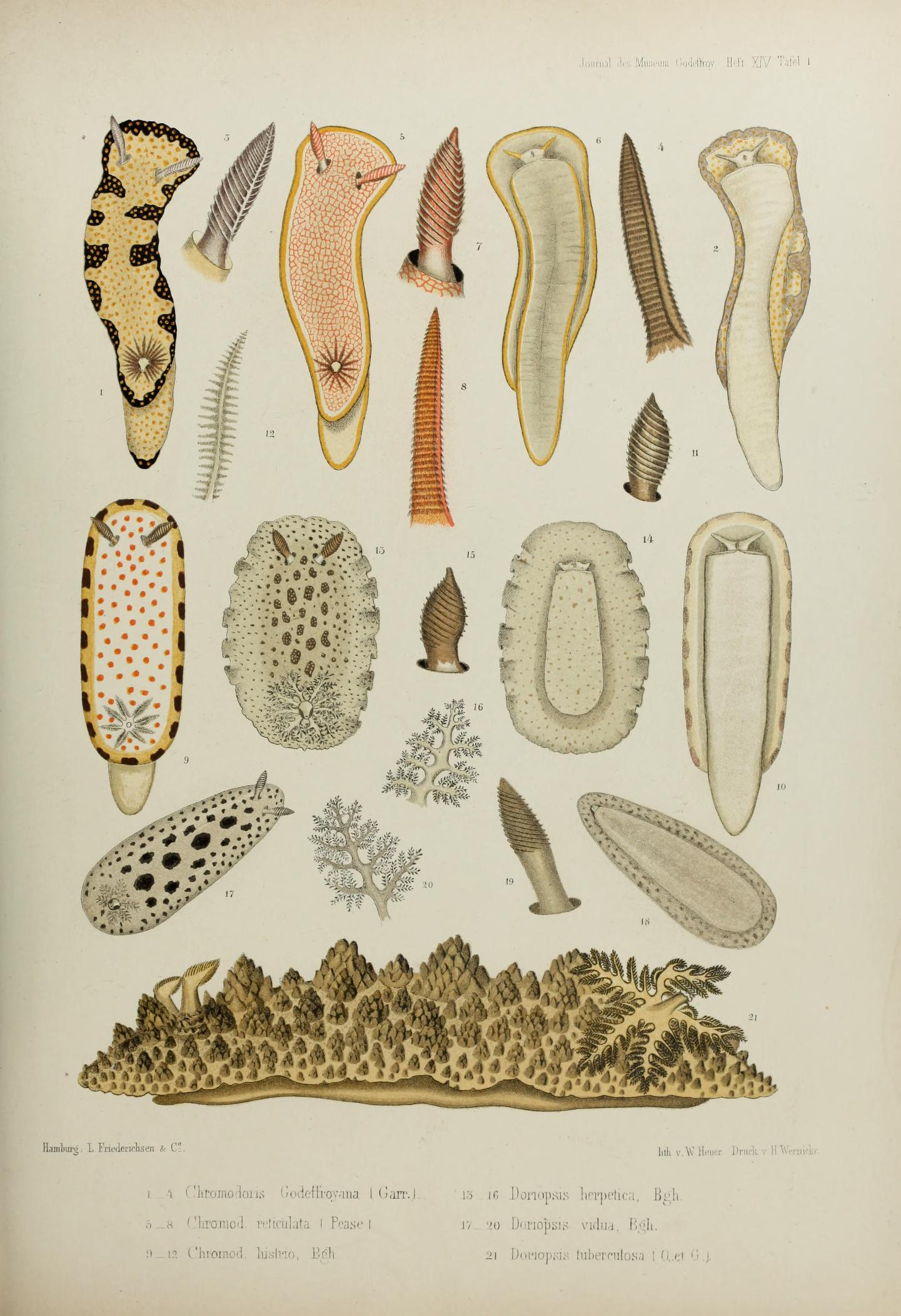
Heft XIV Tafel 1, (Lith.: W. Heuer)

- Verzeichniss der Photographien des Museum Godeffroy welche Australien und die Südsee betreffen.

Von den Reisenden Jan Kubary und Franz Hübner ist bekannt, dass sie fotografiert haben. So entstand im Laufe der Zeit ein Verzeichniss der Photographien des Museum Godeffroy welche Australien und die Südsee betreffen von fast 600 Bildern. Dieser Katalog wurde 1880 veröffentlicht. Abzüge der Fotografien wurden in unterschiedlichen Formaten angeboten und nach Bedarf von dem Altonaer Atelier Th. Baden hergestellt.
- Johannes Diedrich Eduard Schmeltz, Robert Krause: Die ethnographisch-anthropologische Abtheilung des Museum Godeffroy in Hamburg. Friederichsen, Hamburg 1881, S. 687 (onb.ac.at).
- Süd-See-Typen, Anthropologisches Album des Museum Godeffroy.

Eine Zusammenstellung von 175 Fotografien und 28 Tafeln wurde unter dem Titel Süd-See-Typen, Anthropologisches Album des Museum Godeffroy veröffentlicht. Sie war als Ergänzung zu der über 700 Seiten starken Veröffentlichung über die ethnografisch-Anthropologissche Abteilung zu betrachten. Sie erschien im Verlag L. Friederichsen, Hamburg 1881. Das Museum am Rothenbaum in Hamburg verfügt über einen großen Bestand dieser Fotografien. Einige Digitalisate sind online zugänglich.
- Verzeichnis der im Museum Godeffroy vorhandenen Ethnographischen Gegenstände.

Aus Anlass der 49. Versammlung der Gesellschaft Deutscher Naturforscher und Ärzte in Hamburg im September 1876 wurde ein 35-seitiges Verzeichnis der im Museum Godeffroy vorhandenen Ethnographischen Gegenstände veröffentlicht. Es war eine Veröffentlichung des Verlags L. Friederichsen, Hamburg September 1876.
- Führer durch das Museum Godeffroy.

Johannes Schmeltz hat zu Beginn des Jahres 1882 einen Führer durch das Museum Godeffroy geschrieben. Die Einleitung bietet einen ausführlichen Einblick in die Entwicklung und Geschichte des Museum Godeffroy, herausgegeben vom Verlag L. Friederichsen, Hamburg 1882.

### Tier- und Pflanzennamen

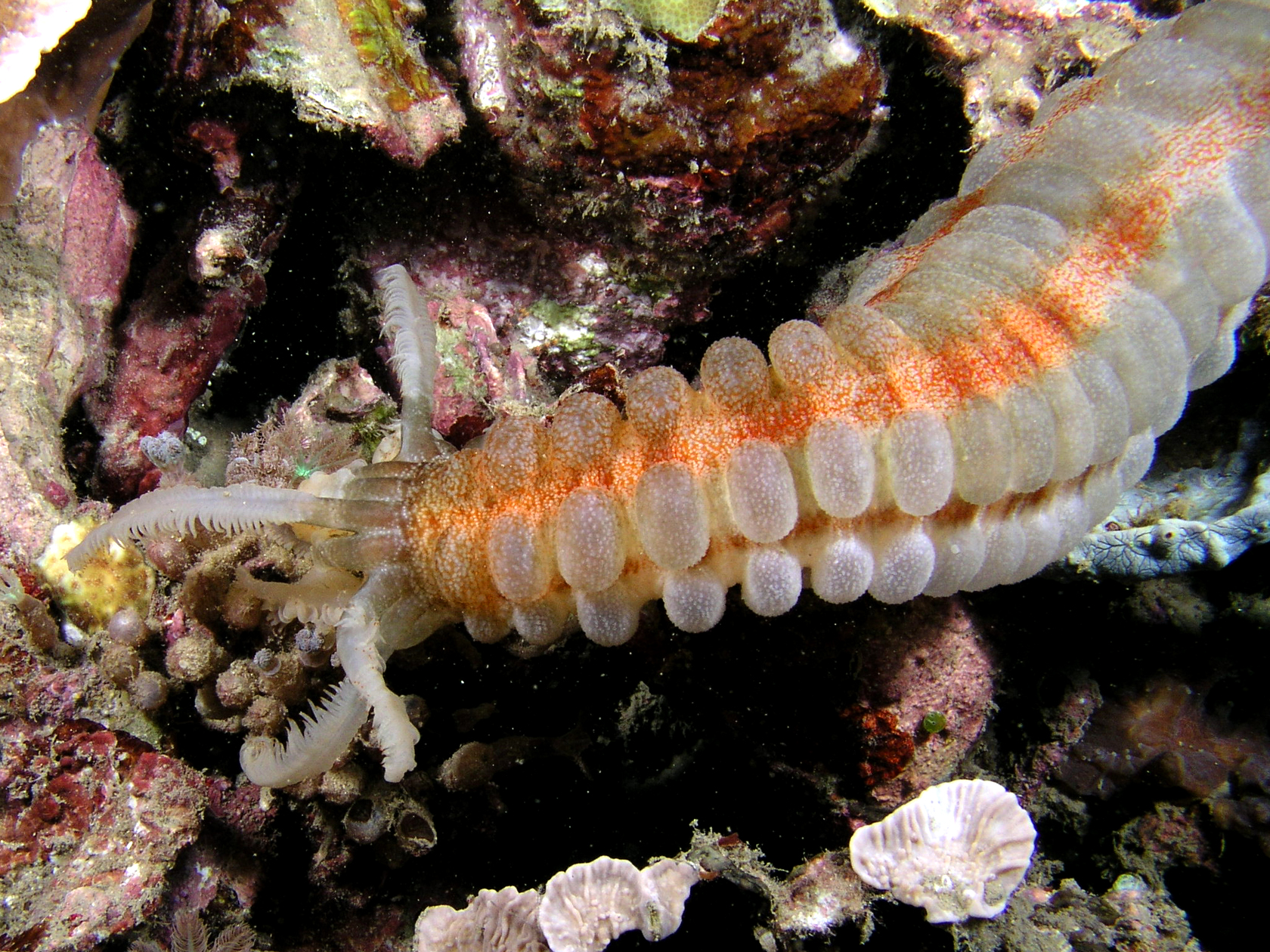
Godeffroy’s Wurmseegurke

Aus Anerkennung zur Förderung der Erforschung der Flora und Fauna des Stillen Ozeans wurden Tiere und Pflanzen in der Erstbeschreibung mit dem Namen Godeffroy versehen. Folgend eine kleine Auswahl:
- Schmetterling Papilio godeffroyi, Beschreibung von Georg Semper, 1866[35]
- Ameise Strumigenys godeffroyi, Beschreibung von Gustav Mayr, 1866
- Sperlingsvogel Monarcha godeffroyi, Beschreibung von Gustav Hartlaub, 1868
- Agame Gonocephalus godeffroyi, Beschreibung durch Wilhelm Peters, 1867
- Fisch Eleotris godeffroyi, Beschreibung durch Albert Günther, 1877
- Fisch Anampses godeffroyi, Beschreibung durch Albert Günther, 1881
- Seefeder godeffroyia elegans, Beschreibung von Albert von Kölliker, 1870
- Alge Surirella godeffroyana, Beschreibung durch Otto Nikolaus Witt.
- Eisvogel, Todiramphus godeffroyi, Beschreibung durch Otto Finsch, 1877
- „Godeffroy’s Wurmseegurke“, Euapta godeffroyi, Beschreibung durch Semper, 1868
- Tailface sleeper (Fisch), Calumia godeffroyi, Beschreibung durch Albert Günther, 1877
- Schlangenaale, Scolecenchelys godeffroyi, Beschreibung durch Charles Tate Regan, 1909
- Korallen, Siphonogorgia godeffroyi, Beschreibung durch Albert von Kölliker, 1874
- Nacktschnecke Risbecia godeffroyana, Beschreibung durch Rudolph Bergh, 1877
- Hypselodoris godeffroyana, Beschreibung durch Rudolph Bergh, 1877
- Schnecke Neritina godeffroyana, Beschreibung durch Albert Mousson, 1869
- Index to Organism Names (ION), (online)
- International Plant Names Index, (online)

## Weblinks

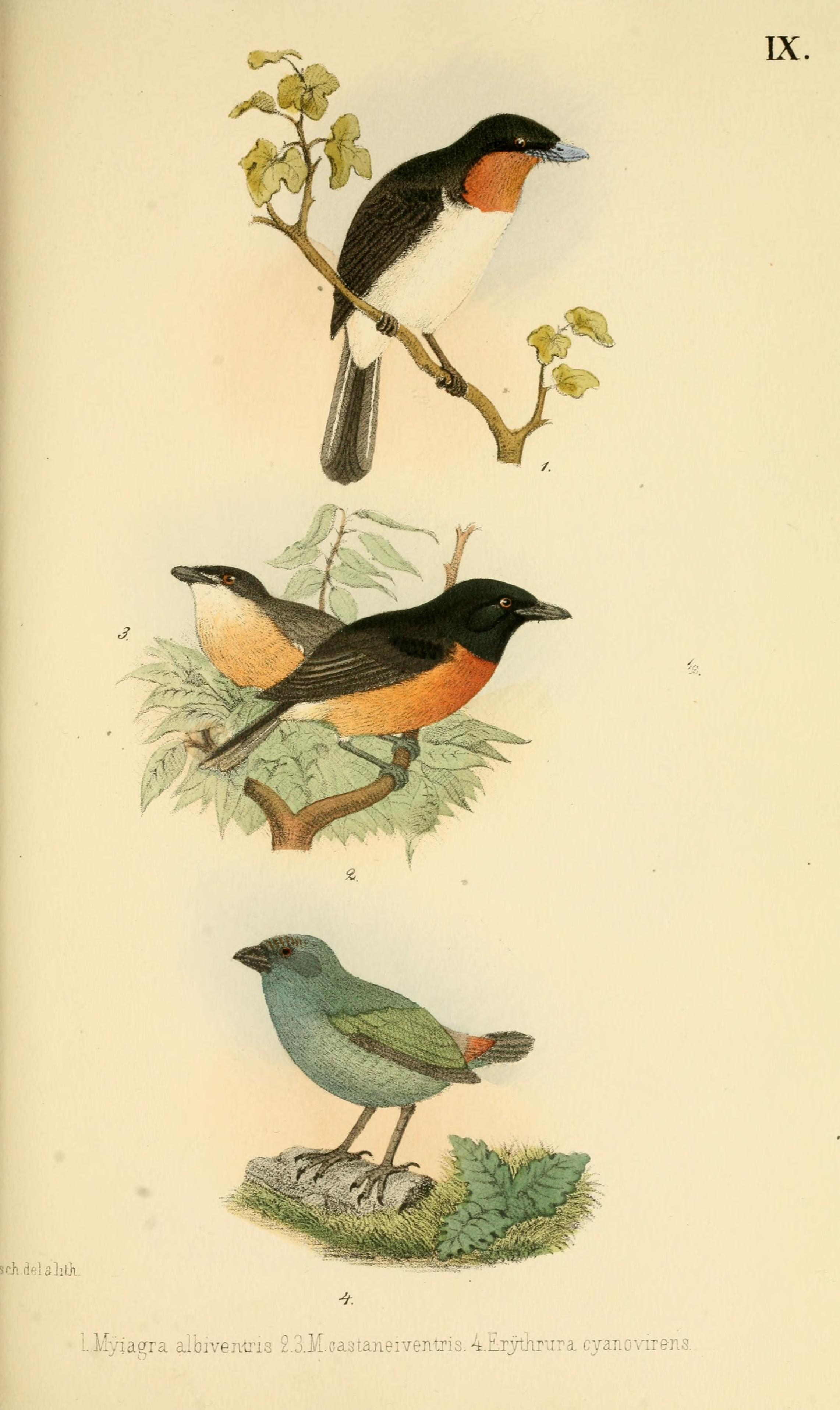
Ornithologie der Viti, Samoa und Tongainseln, Beitrag zur Fauna von Hartlaub u. Finsch
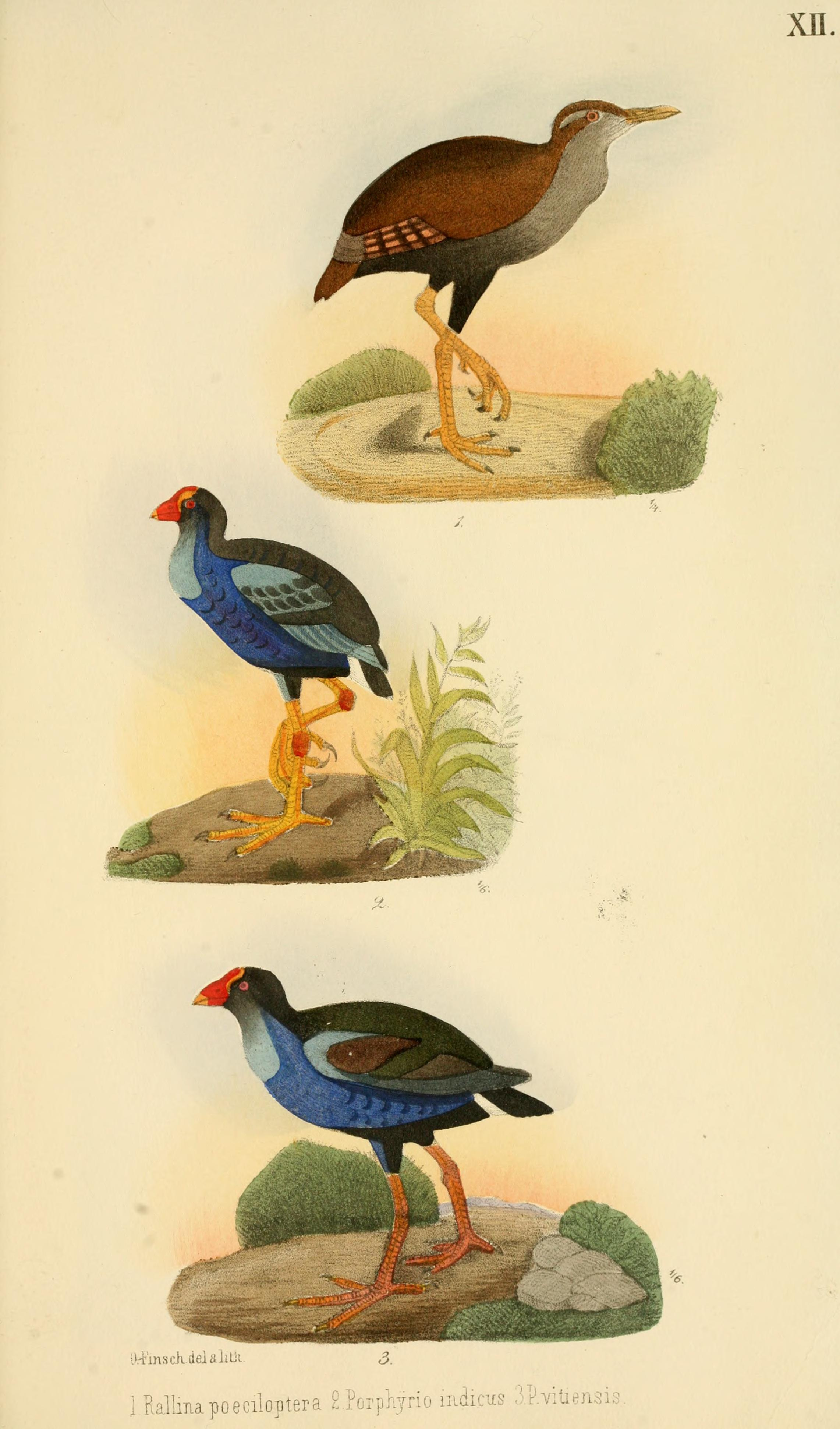
Ornithologie der Viti, Samoa und Tongainseln, Beitrag zur Fauna von Hartlaub u. Finsch
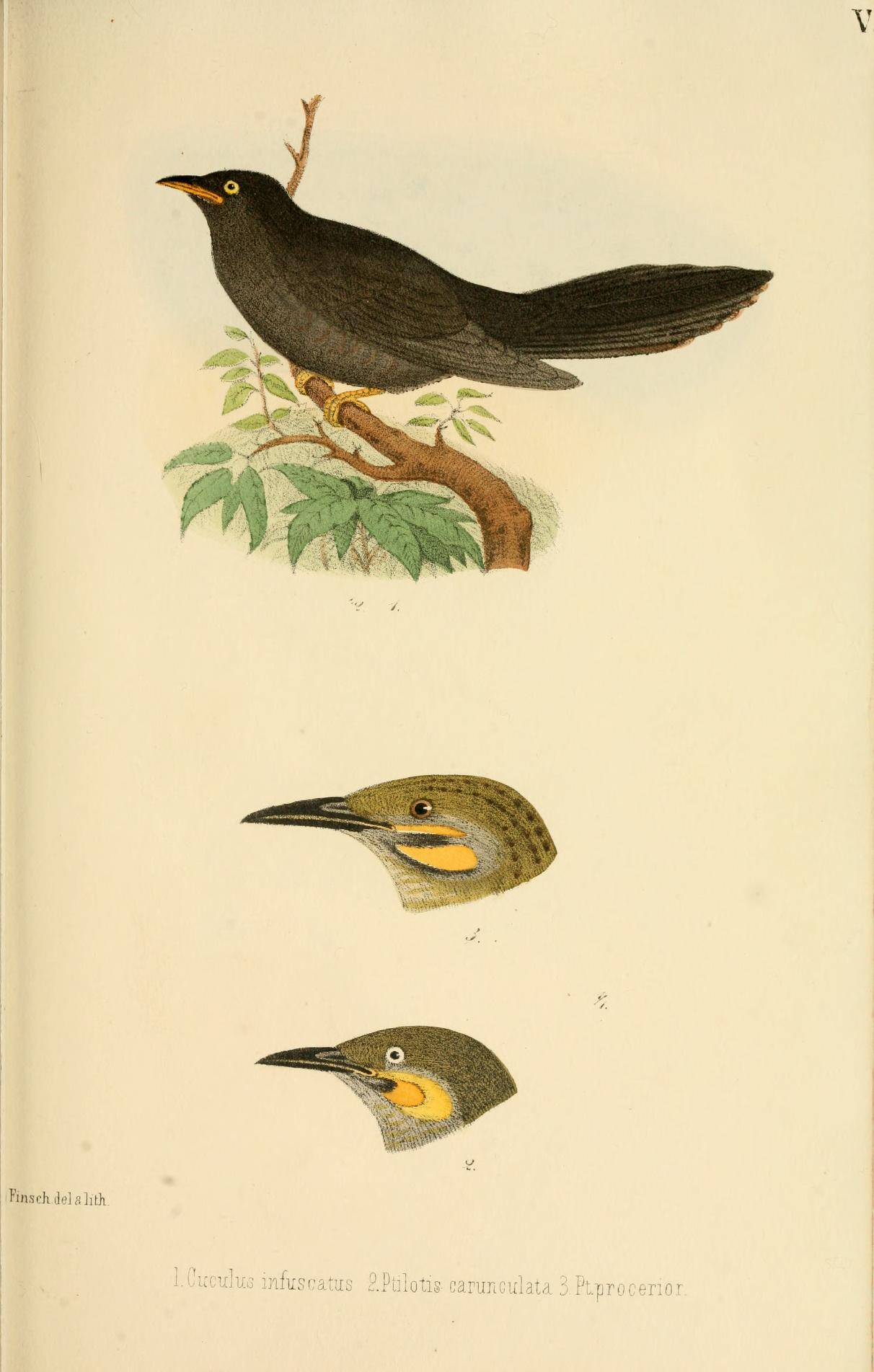
Ornithologie der Viti, Samoa und Tongainseln, Beitrag zur Fauna von Hartlaub u. Finsch
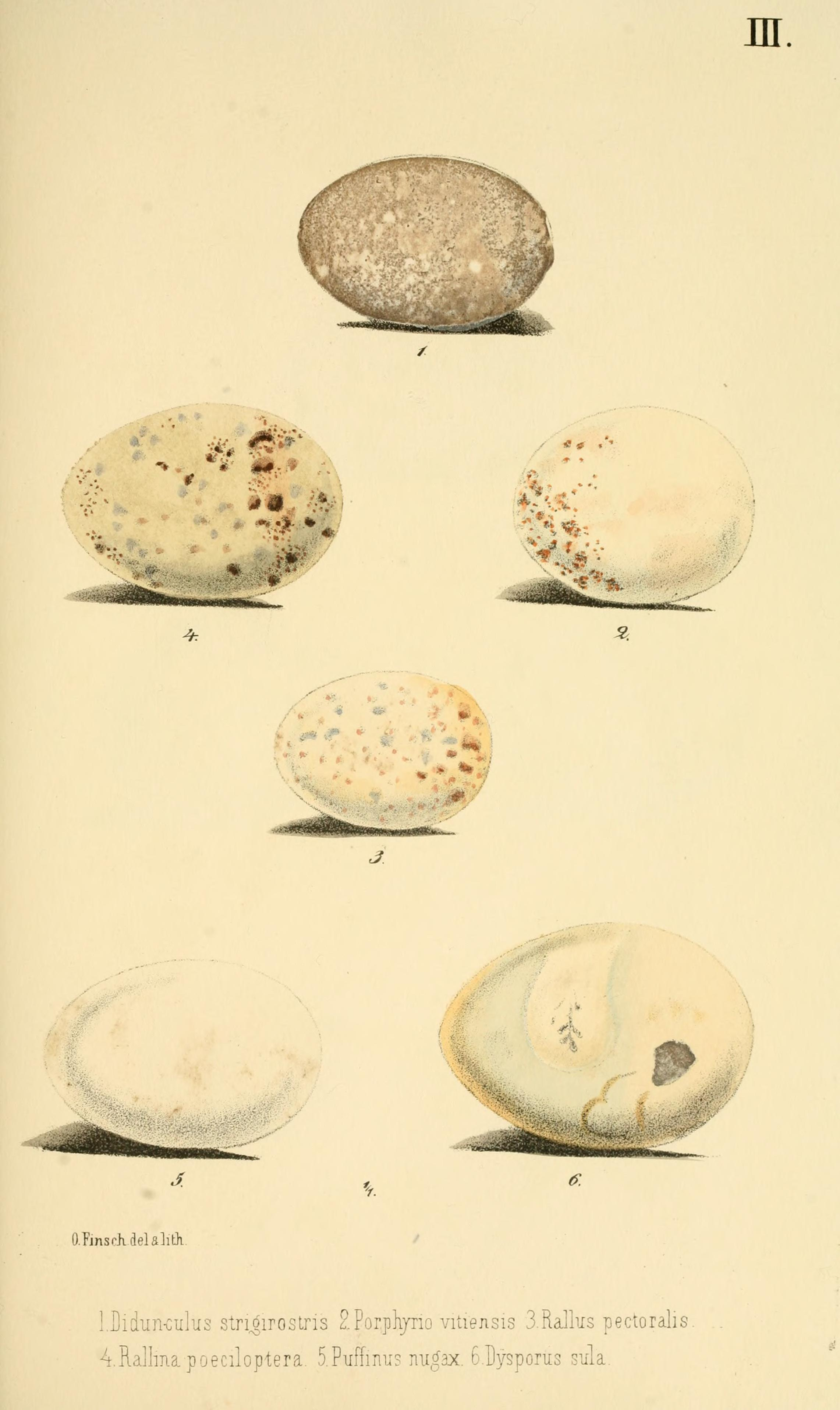
Ornithologie der Viti, Samoa und Tongainseln, Beitrag zur Fauna von Hartlaub u. Finsch